# 1948 no teatro

## Eventos
- Construção do Teatro Procópio Ferreira em São Paulo.

## Nascimentos
| Data           | Nome             | Profissão                                                                                         | Nacionalidade | Observações | Ref |
| -------------- | ---------------- | ------------------------------------------------------------------------------------------------- | ------------- | ----------- | --- |
| 7 de agosto    | Jorge Silva Melo | cineasta, actor, encenador, dramaturgo, tradutor, ensaísta, crítico de teatro e cinema e cronista | Portugal      |             |     |
| 12 de julho    | Dušan Kovačević  | dramaturgo e realizador                                                                           | Iugoslávia    |             |     |
| 25 de Agosto   | Tony Ramos       | ator                                                                                              | Brasil        |             |     |
| 18 de Setembro | Neila Tavares    | atriz e escritora                                                                                 | Brasil        |             |     |
| 19 de setembro | Jeremy Irons     | ator                                                                                              | Inglaterra    |             |     |
| ?              | Eugénia Vasques  | professora, crítica e estudiosa de teatro                                                         | Portugal      |             |     |

## Mortes
| Data | Nome | Profissão | Nacionalidade | Observações | Ref |
| ---- | ---- | --------- | ------------- | ----------- | --- |